# Folke Brandel
John Folke Magnus Brandel, född 26 september 1896 i Uppsala, död 2 augusti 1912 i Stockholm, var en svensk pianist. Han var son till Robert Brandel och bror till Sven Brandel.
Brandel, som även var scout, var elev vid Stockholms musikkonservatorium. Han omnämndes 1910 som "en ung pianovirtuos" och deltog bland annat i HMS Sagas så kallade Runöfärd 1912 (känd genom filmen Sagas Runöfärd), under vilken han spelade för de medföljande. Han avled en kort tid därefter efter att ha vådaskjutits då han tillsammans med en jämnårig kamrat roade sig med en revolver vid Margithill vid Mälaren.
Officiant vid jordfästningen var komminister Anton Karlgren. En stråkkvartett under Richard Hennebergs ledning framförde Georg Friedrich Händels Largo, varefter Gustaf Sjöberg och kyrkokören sjöng. Vid graven hölls tal av Bernhard Mankell och Anders Diemer. Postumt utgavs av Brandel Marsch för piano (1913), vilken han komponerat vid elva års ålder. Samma år utförde skulptören Anders Wissler en staty i brons av honom. Fadern överlämnade till Kungliga Musikaliska Akademien till minne av sin son en donation på 1 000 kronor, varav räntan årligen skulle användas till ett stipendium åt en elev i pianoklassen.
Folke Brandel ligger begravd i en familjegrav på Norra begravningsplatsen i Stockholm.